# Simplicité volontaire
Pour les articles homonymes, voir Sobriété.
 (décembre 2008).
Si vous disposez d'ouvrages ou d'articles de référence ou si vous connaissez des sites web de qualité traitant du thème abordé ici, merci de compléter l'article en donnant les références utiles à sa vérifiabilité et en les liant à la section « Notes et références ».
La simplicité volontaire, ou sobriété volontaire, est un mode de vie consistant à réduire intentionnellement sa consommation.
D'un point de vue intellectuel, philosophique, voire spirituel, l'objectif serait celui de mener une vie plus heureuse ou davantage centrée sur des valeurs définies comme « essentielles ». Cet engagement personnel ou associatif découle de multiples motivations qui peuvent donner la priorité à des actions justes, des valeurs morales, qui déterminent alors les structures familiales, communautaires ou les choix écologiques. À l'époque contemporaine, le concept peut également être associé à celui de décroissance.
On peut trouver les traces les plus anciennes dans l'ascétisme pratiqué dans la philosophie grecque, notamment le stoïcisme, et dans certaines religions (christianisme, tout spécialement le franciscanisme au XIIIe siècle, islam, hindouisme, bouddhisme...). Plus couramment, ses défenseurs se réclament d'auteurs du XIXe siècle, aussi bien européens (Léon Tolstoï et John Ruskin, Unto This Last) qu'américains (Henry David Thoreau, Walden).
Ce mode de vie est représenté par exemple par le mouvement des compagnons de Saint François, les Communautés de l'Arche de Lanza del Vasto, inspiré par Gandhi. On le retrouve aussi au Québec sous l'influence de penseurs comme Serge Mongeau et des éditions Écosociété.

## Histoire

### Précurseurs
Si on peut trouver l'origine de la simplicité volontaire dans les différentes formes d'ascétisme grecques et orientales, ces dernières étaient surtout motivées par une philosophie mystique, et c'est donc plutôt chez les stoïciens, les cyniques, et surtout chez Épicure qu'on peut voir la réelle apparition du concept de simplicité volontaire.
En effet, Épicure procède à une critique approfondie des besoins qui ressemble fort à celle proposée par la simplicité volontaire. Il distingue notamment les désirs nécessaires (manger ou dormir par exemple)  des désirs non-nécessaires (comme la richesse ou la gloire). Sa pensée, tout comme celle des cyniques, nous invite à discerner le nécessaire du superflu, le naturel de l'artificiel, et à se tourner vers la simplicité.
En Occident, les communautés monastiques furent les premières organisations de vie à choisir volontairement la frugalité et à pratiquer l'autosuffisance et même avant la secte des Esséniens (adepte de l'alimentation crue). François d'Assise est aussi considéré comme un modèle de simplicité volontaire.
En Orient, on trouve également de nombreux modes de vie (hindouisme, bouddhisme) prônant la simplicité volontaire. La vie de Gandhi est un exemple de simplicité.

### XIXesiècle
En Angleterre un mouvement résiste à l’exode rural, à l’industrialisation polluante et dénonce la pauvreté des travailleurs. En particulier Edward Carpenter rédige des essais rassemblés dans l’ouvrage « England's Ideal, and Other Papers on social subjects », traduit en français sous le titre « Vers une vie simple » qui prône le retour à la terre et le travail autonome.

### XXesiècle-XXIesiècle
Ivan Illich et son ami Jacques Ellul, ainsi que Cornelius Castoriadis, sont considérés comme des pères des idées de décroissance et de simplicité volontaire.
En 1936, on trouve pour la première fois l'expression « simplicité volontaire » (« voluntary simplicity ») dans le titre d'un livre de Richard Gregg, un disciple de Gandhi, qui reprend les idées principales de celui-ci.
Dans les années 1960 et 1970, un « mouvement de retour à la terre » touche les États-Unis, inspiré notamment par les écrits et les travaux de Helen et Scott Nearing.
L'expression « simplicité volontaire » est connue depuis le livre du même nom publié en 1973 par Duane Elgin (en). Ce courant se développe depuis les années 1980 dans plusieurs pays industrialisés. Aux États-Unis il se développe à partir de la théorie de la décroissance : downshifting.
La critique de la société de consommation, développée par Hannah Arendt notamment, peut aussi être considérée comme une source d'inspiration de la simplicité. Dans Condition de l'homme moderne, elle invite ainsi à laisser le travail dans le domaine privé pour laisser de la place à l'action politique, c'est-à-dire à s'impliquer davantage dans l'espace public.
En Suisse Pierre et Elly Pradervand animent des ateliers « Vivre autrement » dans un but de transformation personnelle des participants, afin de vivre « avec moins ».
En France, on peut citer, parmi les voix actuelles de cette pensée, Pierre Rabhi, agroécologiste et écrivain, ou Serge Latouche, économiste,,.

## Motivations
La simplicité volontaire, parfois prise comme synonyme de sobriété heureuse, consiste à rechercher le bonheur dans l'appréciation éthique pour améliorer la véritable « qualité de vie ». Elle s'oppose donc au discours économique et social dominant au XXIe siècle qui tend à considérer tout progrès technique et développement de la consommation comme des améliorations de la qualité de la vie. Cette philosophie de vie est née de l'opinion que la consommation n'apporte pas le bonheur et accroît l'aliénation.
Plus précisément, plusieurs motivations sont possibles.

### Philosophique
Certains tenants de la simplicité volontaire prônent un retour à de « vraies richesses », opposées aux richesses matérielles. Ces vraies richesses peuvent être en particulier la vie sociale et familiale, l'épanouissement personnel, la vie spirituelle, l'osmose avec la nature, etc. Elle offre une autre voie vers le bonheur.

Par exemple, Henri Bergson note : 

« Ce qui est beau, ce n'est pas d'être privé, ni même de se priver, c'est de ne pas sentir la privation. »

Et le philosophe français écrit dans le dernier chapitre de son dernier livre Les Deux Sources de la morale et de la religion (1932) un diagnostic de la surconsommation : 

« Jamais, en effet, les satisfactions que des inventions nouvelles apportent à d'anciens besoins ne déterminent l'humanité à en rester là ;  des besoins nouveaux surgissent, aussi impérieux, de plus en plus nombreux. On a vu la course au bien-être aller en s'accélérant, sur une piste où des foules de plus en plus compactes se précipitaient. Aujourd'hui, c'est une ruée. »

La simplicité volontaire se veut justement comme une solution à cet engouement pour les produits de consommation que prévoit Bergson. En précurseur de ce courant, il précise les conditions de réalisation de cet idéal comme suit : « l'avenir de l'humanité reste indéterminé, parce qu'il dépend d'elle. » Il faudrait donc miser, selon Bergson, sur une éducation qui permette à la fois de comprendre l'impact de notre consommation grâce aux connaissances scientifiques et de développer notre goût pour des objets qui favorisent véritablement notre accomplissement personnel.

### Économique
La simplicité volontaire nie le slogan : « travailler plus pour gagner plus » qui a été utilisé notamment lors de la campagne électorale de Nicolas Sarkozy aux présidentielles françaises de 2007.
- Une consommation toujours accrue conduit à des besoins financiers également accrus et donc à un surcroît de travail pour se les procurer, ce qui peut générer, à l'inverse, du déplaisir chez certaines personnes (manque de temps pour soi, temps consacré à l'emploi salarié trop important, emploi salarié peu motivant, stress, mauvaise santé, dépendance à l'argent, etc.). Dans cette optique, la philosophie de simplicité volontaire peut s'appuyer sur la théorie du consommateur en microéconomie, les courbes d'indifférence marquant les différents arbitrages entre surplus de travail et surplus de consommation, ou entre le plaisir induit par la consommation et celui induit par le temps libre (vie de famille, activités physiques, divertissements, etc.).

- Certains tenants de la simplicité volontaire estiment que, dans la société de consommation, on consacre son temps à gagner toujours plus d'argent pour satisfaire des besoins matériels de plus en plus nombreux qui pourtant ne seront jamais satisfaits en raison de leur renouvellement incessant, ces besoins étant notamment incités par la publicité. Dans cette perspective, la quête du bonheur par la consommation est donc une course sans fin dont la démarche de simplicité volontaire préfère sortir[13].
- Dans certains cas, la simplicité « volontaire » serait en fait subie, mais par la suite assumée et considérée comme une manière de raisonner ses envies consuméristes.

### Sociale
La sobriété volontaire peut aussi se manifester pour des raisons sociales. On décide de consommer moins, mais des choses fabriquées dans des conditions de travail dignes. On considère donc qu'il faut favoriser la qualité de vie des travailleurs à la quantité d'objets achetés. Considérant que des biens ne sont pas essentiels, il est possible de consommer mieux tout en gardant le même budget voire en le diminuant. Également, les objets produits plus équitablement sont souvent plus robustes et durables et donc le besoin de les renouveler sera moins régulier, ce qui allège aussi la dépense à terme.

### Écologique

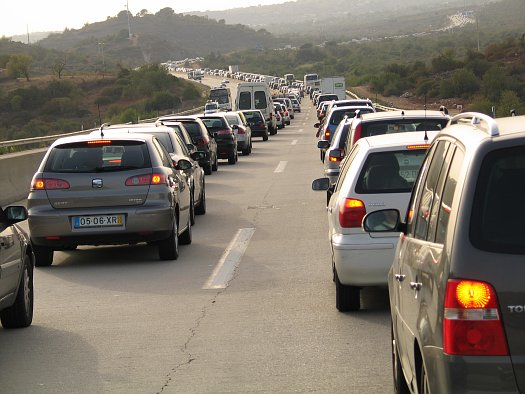
Civilisation de l'automobile et dépendance au pétrole.

La simplicité volontaire constate que la consommation et la croissance ont des impacts négatifs sur l'environnement et ses partisans craignent l'imminence de la crise écologique. Elle prône donc la limitation de la consommation de biens matériels afin de ralentir la destruction des ressources naturelles.
En reprenant l'exemple typique du refus de posséder une voiture, l'argent économisé peut être réinvesti dans un vélo, des billets de train ou la location de véhicules quand cela est indispensable. Et ainsi avoir les mêmes avantages qu'avec la possession personnelle d'un véhicule de tourisme à un prix finalement identique et avec un impact écologique globalement moindre. La simplicité volontaire se rapporte donc aux notions de sobriété énergétique, sobriété matérielle et même numérique.

### Religieuse
La plupart des religions valorisent la modération de manière générale. Les adeptes de ces religions peuvent alors suivre une règle religieuse à ce propos. L'on peut considérer que c'est un choix volontaire de devenir sobre, puisqu'ils choisissent cette vocation pour aller plus loin dans leur foi.

#### Spirituelle et écopsychologique
Sans faire partie d'une discipline religieuse instituée, des personnes éprouvent un besoin ou un désir d'ordre intellectuel, spirituel ou psychologique à réduire leur consommation. Ces personnes peuvent adhérer à des conceptions New age, notamment aux théories Gaïa. Elles peuvent également avoir eu une réflexion existentielle les amenant à changer leur mode de vie à ce propos, notamment dans une perspective écopsychologique, de liaison à la Terre jugée « plus respectueuse et intense ».

## Pratique
La simplicité volontaire est une des composantes de la décroissance, mais se situe avant tout dans le cadre de l'initiative individuelle et non des mesures collectives prises par la puissance publique. Ses adeptes sont parfois appelés « simplicitaires ».

### Appréhension globale de la consommation
La mise en œuvre est quotidienne, amenant à repenser son travail, sa consommation (voir le concept de consommation responsable (consom'action), son alimentation, son habitat, sa santé, ses déplacements, ses vacances, ses loisirs, ses relations sociales, etc..
Les conséquences de chaque acte sont ainsi appréhendées de manière globale :
- Quel a été le coût de la fabrication (pour la planète, pour les droits de l'homme) ?
- Quel est l'intérêt pour moi de ce bien ou service ? En ai-je fondamentalement besoin ?
- À quel point cela me rend-il dépendant de l'argent ? (Devrais-je travailler plus ? Avoir moins de loisirs ?)

### Réappropriation individuelle de l'action politique
La simplicité volontaire est un modus vivendi développé dans des sociétés post-industrielles, pour la plupart occidentales à démocratie représentative. Lorsque l'individu a le sentiment que le pouvoir lui échappe ou que ses idées ne pourront parvenir au pouvoir, la mise en œuvre de la simplicité volontaire permet une action directe du citoyen sur son cadre de vie et l'espace public.
Certains considèrent qu'une telle pratique à l'échelle individuelle est insuffisante. D'autres appuient sur le fait que la transition écologique doit s'effectuer à plusieurs niveaux et que l'engagement de la population est l'un de ces niveaux et qu'il est donc aussi important. La modération, aussi minime soit-elle, est profitable au bien-être commun.

## Critiques
Un premier corpus de critiques s'organise autour de l'idée que la simplicité volontaire implique une forme de « retour en arrière » et de « négation du progrès ». À partir de ce présupposé, des détracteurs de la simplicité volontaire soulignent les avantages du progrès matériel et l'impossibilité de « revenir en arrière », à moins de dégrader fortement le niveau de vie des populations,. Pourtant, si tous les penseurs de la simplicité volontaire visent une réduction volontaire de la consommation et de ses conséquences, tous ne prônent pas pour autant de vivre comme à une époque passée ou de revenir à un mode de vie antérieur pour arriver à cet objectif. Ce sont deux choses n'allant pas nécessairement de paires. 
Un autre corpus de critiques émane de l'idée que la simplicité volontaire ne peut se réaliser qu'en parallèle d'un « retrait de la société ». Or, certains marxistes affirment que c'est par l'organisation des masses de ceux qui profitent le moins de la société actuelle qu'une nouvelle société plus humaine peut être construite. En voulant échapper à la société, les pratiquants de la simplicité volontaire ne la transforment pas. Pourtant, à l'instar de la première critique, cette dernière ne traite pas de la simplicité volontaire en général mais d'une partie des simplicitaires. La sobriété volontaire n'implique pas forcément d'adopter une existence d'ermite ou de se retirer de la société. 
Une troisième critique est que la simplicité volontaire attire avant tout des sympathisants ou adhérents issus des couches moyennes ou supérieures de la société, c'est-à-dire les couches ayant pu jouir de biens matériels en abondance et ayant le loisir de souhaiter les restreindre. 

### Filmographie
- Le documentaire Les Glaneurs et la Glaneuse d'Agnès Varda (2000).
- Les trois volets du documentaire Simplicité volontaire et décroissance de Jean-Claude Decourt (diffusion Utopimages) : 2007, 2009, 2010.